# Brunsvansad mangust
Brunsvansad mangust (Salanoia concolor) är en art i rovdjursfamiljen Eupleridae som förekommer på Madagaskar.
Med sin långsträckta och smala kropp samt de korta extremiteterna liknar djuret en mangust. Den har ett avplattat huvud, en långsträckt nos och korta avrundade öron. Pälsens grundfärg är brunaktig och ibland finns ljusa eller mörka fläckar. Salanoia concolor når en kroppslängd mellan 25 och 30 centimeter och därtill kommer en 20 till 25 centimeter lång yvig svans.
Arten lever i skogar i Madagaskars nordöstra del. Den är aktiv på dagen och vilar under natten i bon på träd eller under jorden. Individerna lever ensamma eller i par. Födan utgörs huvudsakligen av insekter och frukter men de äter även mindre ryggradsdjur.
Födan hittas ofta i förmultnade träbitar eller i trädens kronor, 5 till 10 meter över marken. Bönder påstår att djuret dödar höns men uppgiften är omstridd bland zoologer. Å ena sida äter den utanför människans samhällen sällan ryggradsdjur och dessutom har den små tänder.
Par som observerades tillsammans var troligen honor med en unge. Födelsen sker under sommaren (november till januari på södra jordklotet). Enligt lokalbefolkningen berättelser blir ungen efter ett år självständig.
På grund av förstöringen av djurets levnadsområde och konkurrensen med införda djur listas arten av IUCN som sårbar (vulnerable).